# Gading Permai
Gading Permai is een bestuurslaag in het regentschap Kampar van de provincie Riau, Indonesië. Gading Permai telt 382 inwoners (volkstelling 2010).